# Þveralda
Þveralda är ett berg i republiken Island. Det ligger i regionen Suðurland, 160 km öster om huvudstaden Reykjavík. Toppen på Þveralda är 754 meter över havet.
Trakten runt Þveralda är nära nog obefolkad, med mindre än två invånare per kvadratkilometer. Det finns inga samhällen i närheten. Trakten runt Þveralda är ofruktbar med lite eller ingen växtlighet.